# Qualificazioni alla Coppa delle nazioni africane 2021
Questa voce raccoglie un approfondimento sui risultati degli incontri per le qualificazioni alla fase finale della Coppa delle nazioni africane 2021.

## Partecipanti
Sono 52 le nazionali a scendere in campo, per conseguenza delle rinunce di Eritrea e Somalia.

## Formula
Un turno preliminare ha visto coinvolte le ultime 8 classificate del ranking CAF, che si sono sfidate in una gara andata e ritorno. Le quattro vincenti hanno raggiunto le altre squadre che daranno vita alla seconda fase, che raggruppa le 48 nazionali in 12 gironi all'italiana. Le prime due classificate di ogni girone avranno accesso alla fase finale.

## Turno preliminare
Le sfide si sono giocate tra il 9 e il 13 ottobre 2019.
| Squadra 1     | Totale          | Squadra 2           | Andata | Ritorno |
| ------------- | --------------- | ------------------- | ------ | ------- |
| Liberia       | 1 - 1 (4-5 dtr) | Ciad                | 1 - 0  | 0 - 1   |
| Sudan del Sud | 3 - 1           | Seychelles          | 2 - 1  | 1 - 0   |
| Mauritius     | 2 - 5           | São Tomé e Príncipe | 1 - 3  | 1 - 2   |
| Gibuti        | 2 - 2 (2-3 dtr) | Gambia              | 1 - 1  | 1 - 1   |

| Arbitro: | dos Santos |

|             |           |  |
| Sherman 43’ | Marcatori |  |

| Arbitro: | dos Santos |

|                                                             |                      |                                        |
| N'Douassel 54’                                              | Marcatori            |                                        |
| Segnato · Segnato · Sbagliato · Segnato · Segnato · Segnato | Tiri di rigore 5 – 4 | Nimeli Saygbe Njie Sherman Dorley Swen |

Il Ciad passa alla fase successiva.
| Arbitro: | Mwandembwa |

|                   |           |             |
| Thok 20’ Kuch 44’ | Marcatori | 12’ Hoareau |

| Arbitro: | Athoumani |

|  |           |          |
|  | Marcatori | 12’ Kuch |

Il Sudan del Sud passa alla fase successiva.
| Arbitro: | Tsimanohitsy |

|               |           |                         |
| Perticots 40’ | Marcatori | 45’, 60’ Leal 65’ Silva |

| Arbitro: | PDongombe |

|                       |           |                   |
| Barbeiro 11’ Leal 27’ | Marcatori | 45’ (rig.) Nazira |

Il São Tomé e Príncipe passa alla fase successiva.
| Arbitro: | Nour El Din |

|                 |           |            |
| Mbye 59’ (aut.) | Marcatori | 90’ Sanneh |

| Arbitro: | Keita |

|                                  |                      |                           |
| Jallow 45+3’                     | Marcatori            | 10’ (rig.) Mahabeh        |
| Barrow Colley Ceesay Ngum Jallow | Tiri di rigore 3 – 2 | Siad Ahmed Mahabeh Moussa |

Il Gambia passa alla fase successiva.

## Fase a gironi
Le qualificazioni sono iniziate il 13 novembre 2019 e si sono concluse il 30 marzo 2021.
| Giornata   | Data                |
| ---------- | ------------------- |
| Giornata 1 | 13-16 novembre 2019 |
| Giornata 2 | 17-19 novembre 2019 |
| Giornata 3 | 11-14 novembre 2020 |
| Giornata 4 | 15-17 novembre 2020 |
| Giornata 5 | 24-27 marzo 2021    |
| Giornata 6 | 28-30 marzo 2021    |

### Gruppo A
| Squadra | Pt | G | V | N | P | GF | GS | DR  |
| ------- | -- | - | - | - | - | -- | -- | --- |
| Mali    | 13 | 6 | 4 | 1 | 1 | 10 | 4  | +6  |
| Guinea  | 11 | 6 | 3 | 2 | 1 | 8  | 5  | +3  |
| Namibia | 9  | 6 | 3 | 0 | 3 | 8  | 7  | +1  |
| Ciad    | 1  | 6 | 0 | 1 | 5 | 2  | 12 | -10 |

| Squadra | Namibia (bandiera) | Guinea (bandiera) | Mali (bandiera) | Ciad (bandiera) |
| ------- | ------------------ | ----------------- | --------------- | --------------- |
| Namibia |                    | 2 - 1             | 1 - 2           | 2 - 1           |
| Guinea  | 2 - 0              |                   | 1 - 0           | 1 - 0           |
| Mali    | 1 - 0              | 2 - 2             |                 | 3 - 0 (tav.)    |
| Ciad    | 0 - 3 (tav.)       | 1 - 1             | 0 - 2           |                 |

### Gruppo B
| Squadra       | Pt | G | V | N | P | GF | GS | DR |
| ------------- | -- | - | - | - | - | -- | -- | -- |
| Burkina Faso  | 12 | 6 | 3 | 3 | 0 | 6  | 2  | +4 |
| Malawi        | 10 | 6 | 3 | 1 | 2 | 4  | 5  | -1 |
| Uganda        | 8  | 6 | 2 | 2 | 2 | 3  | 2  | +1 |
| Sudan del Sud | 3  | 6 | 1 | 0 | 5 | 2  | 6  | -4 |

| Squadra       | Malawi (bandiera) | Burkina Faso (bandiera) | Uganda (bandiera) | Sudan del Sud (bandiera) |
| ------------- | ----------------- | ----------------------- | ----------------- | ------------------------ |
| Malawi        |                   | 0 - 0                   | 1 - 0             | 1 - 0                    |
| Burkina Faso  | 3 - 1             |                         | 0 - 0             | 1 - 0                    |
| Uganda        | 2 - 0             | 0 - 0                   |                   | 1 - 0                    |
| Sudan del Sud | 0 - 1             | 1 - 2                   | 1 - 0             |                          |

### Gruppo C
| Squadra             | Pt | G | V | N | P | GF | GS | DR  |
| ------------------- | -- | - | - | - | - | -- | -- | --- |
| Ghana               | 13 | 6 | 4 | 1 | 1 | 9  | 3  | +6  |
| Sudan               | 12 | 6 | 4 | 0 | 2 | 9  | 3  | +6  |
| Sudafrica           | 10 | 6 | 3 | 1 | 2 | 8  | 7  | +1  |
| São Tomé e Príncipe | 0  | 6 | 0 | 0 | 6 | 3  | 16 | -13 |

| Squadra             | Sudan (bandiera) | Ghana (bandiera) | Sudafrica (bandiera) | São Tomé e Príncipe (bandiera) |
| ------------------- | ---------------- | ---------------- | -------------------- | ------------------------------ |
| Sudan               |                  | 1 - 0            | 2 - 0                | 4 - 0                          |
| Ghana               | 2 - 0            |                  | 2 - 0                | 3 - 1                          |
| Sudafrica           | 1 - 0            | 1 - 1            |                      | 2 - 0                          |
| São Tomé e Príncipe | 0 - 2            | 0 - 1            | 2 - 4                |                                |

### Gruppo D
| Squadra      | Pt | G | V | N | P | GF | GS | DR |
| ------------ | -- | - | - | - | - | -- | -- | -- |
| Gambia       | 10 | 6 | 3 | 1 | 2 | 9  | 7  | +2 |
| Gabon        | 10 | 6 | 3 | 1 | 2 | 8  | 6  | +2 |
| RD del Congo | 9  | 6 | 2 | 3 | 1 | 4  | 5  | -1 |
| Angola       | 4  | 6 | 1 | 1 | 4 | 4  | 7  | -3 |

| Squadra      | Gambia (bandiera) | RD del Congo (bandiera) | Gabon (bandiera) | Angola (bandiera) |
| ------------ | ----------------- | ----------------------- | ---------------- | ----------------- |
| Gambia       |                   | 2 - 2                   | 2 - 1            | 1 - 0             |
| RD del Congo | 1 - 0             |                         | 0 - 0            | 0 - 0             |
| Gabon        | 2 - 1             | 3 - 0                   |                  | 2 - 1             |
| Angola       | 1 - 3             | 0 - 1                   | 2 - 0            |                   |

### Gruppo E
| Squadra            | Pt | G | V | N | P | GF | GS | DR |
| ------------------ | -- | - | - | - | - | -- | -- | -- |
| Marocco            | 14 | 6 | 4 | 2 | 0 | 10 | 1  | +9 |
| Mauritania         | 9  | 6 | 2 | 3 | 1 | 5  | 4  | +1 |
| Burundi            | 5  | 6 | 1 | 2 | 3 | 6  | 10 | -4 |
| Rep. Centrafricana | 4  | 6 | 1 | 1 | 4 | 5  | 11 | -6 |

| Squadra            | Rep. Centrafricana (bandiera) | Marocco (bandiera) | Mauritania (bandiera) | Burundi (bandiera) |
| ------------------ | ----------------------------- | ------------------ | --------------------- | ------------------ |
| Rep. Centrafricana |                               | 0 - 2              | 0 - 1                 | 2 - 0              |
| Marocco            | 4 - 1                         |                    | 0 - 0                 | 1 - 0              |
| Mauritania         | 2 - 0                         | 0 - 0              |                       | 1 - 1              |
| Burundi            | 2 - 2                         | 0 - 3              | 3 - 1                 |                    |

### Gruppo F
| Squadra    | Pt | G | V | N | P | GF | GS | DR |
| ---------- | -- | - | - | - | - | -- | -- | -- |
| Camerun    | 11 | 6 | 3 | 2 | 1 | 8  | 4  | +4 |
| Capo Verde | 10 | 6 | 2 | 4 | 0 | 6  | 3  | +3 |
| Ruanda     | 6  | 6 | 1 | 3 | 2 | 1  | 3  | -2 |
| Mozambico  | 4  | 6 | 1 | 1 | 4 | 5  | 10 | -5 |

| Squadra    | Mozambico (bandiera) | Camerun (bandiera) | Capo Verde (bandiera) | Ruanda (bandiera) |
| ---------- | -------------------- | ------------------ | --------------------- | ----------------- |
| Mozambico  |                      | 0 - 2              | 0 - 1                 | 2 - 0             |
| Camerun    | 4 - 1                |                    | 0 - 0                 | 0 - 0             |
| Capo Verde | 2 - 2                | 3 - 1              |                       | 0 - 0             |
| Ruanda     | 1 - 0                | 0 - 1              | 0 - 0                 |                   |

### Gruppo G
| Squadra | Pt | G | V | N | P | GF | GS | DR |
| ------- | -- | - | - | - | - | -- | -- | -- |
| Egitto  | 12 | 6 | 3 | 3 | 0 | 10 | 3  | +7 |
| Comore  | 9  | 6 | 2 | 3 | 1 | 4  | 6  | -2 |
| Kenya   | 7  | 6 | 1 | 4 | 1 | 7  | 7  | 0  |
| Togo    | 2  | 6 | 0 | 2 | 4 | 3  | 8  | -5 |

| Squadra | Comore (bandiera) | Kenya (bandiera) | Egitto (bandiera) | Togo (bandiera) |
| ------- | ----------------- | ---------------- | ----------------- | --------------- |
| Comore  |                   | 2 - 1            | 0 - 0             | 0 - 0           |
| Kenya   | 1 - 1             |                  | 1 - 1             | 1 - 1           |
| Egitto  | 4 - 0             | 1 - 1            |                   | 1 - 0           |
| Togo    | 0 - 1             | 1 - 2            | 1 - 3             |                 |

### Gruppo H
| Squadra  | Pt | G | V | N | P | GF | GS | DR  |
| -------- | -- | - | - | - | - | -- | -- | --- |
| Algeria  | 14 | 6 | 4 | 2 | 0 | 19 | 6  | +13 |
| Zimbabwe | 8  | 6 | 2 | 2 | 2 | 6  | 8  | -2  |
| Zambia   | 7  | 6 | 2 | 1 | 3 | 8  | 12 | -4  |
| Botswana | 4  | 6 | 1 | 1 | 4 | 2  | 9  | -7  |

| Squadra  | Algeria (bandiera) | Zimbabwe (bandiera) | Botswana (bandiera) | Zambia (bandiera) |
| -------- | ------------------ | ------------------- | ------------------- | ----------------- |
| Algeria  |                    | 3 - 1               | 5 - 0               | 5 - 0             |
| Zimbabwe | 2 - 2              |                     | 0 - 0               | 0 - 2             |
| Botswana | 0 - 1              | 0 - 1               |                     | 1 - 0             |
| Zambia   | 3 - 3              | 1 - 2               | 2 - 1               |                   |

### Gruppo I
| Squadra        | Pt | G | V | N | P | GF | GS | DR  |
| -------------- | -- | - | - | - | - | -- | -- | --- |
| Senegal        | 14 | 6 | 4 | 2 | 0 | 10 | 2  | +8  |
| Guinea-Bissau  | 9  | 6 | 3 | 0 | 3 | 9  | 7  | +2  |
| Rep. del Congo | 8  | 6 | 2 | 2 | 2 | 5  | 5  | 0   |
| eSwatini       | 2  | 6 | 0 | 2 | 4 | 3  | 13 | -10 |

| Squadra        | Guinea-Bissau (bandiera) | Senegal (bandiera) | Rep. del Congo (bandiera) | eSwatini (bandiera) |
| -------------- | ------------------------ | ------------------ | ------------------------- | ------------------- |
| Guinea-Bissau  |                          | 0 - 1              | 3 - 0                     | 3 - 0               |
| Senegal        | 2 - 0                    |                    | 2 - 0                     | 1 - 1               |
| Rep. del Congo | 3 - 0                    | 0 - 0              |                           | 2 - 0               |
| eSwatini       | 1 - 3                    | 1 - 4              | 0 - 0                     |                     |

### Gruppo J
| Squadra            | Pt | G | V | N | P | GF | GS | DR |
| ------------------ | -- | - | - | - | - | -- | -- | -- |
| Tunisia            | 16 | 6 | 5 | 1 | 0 | 14 | 5  | +9 |
| Guinea Equatoriale | 9  | 6 | 3 | 0 | 3 | 7  | 7  | 0  |
| Tanzania           | 7  | 6 | 2 | 1 | 3 | 5  | 6  | -1 |
| Libia              | 3  | 6 | 1 | 0 | 5 | 7  | 15 | -8 |

| Squadra            | Tunisia (bandiera) | Tanzania (bandiera) | Guinea Equatoriale (bandiera) | Libia (bandiera) |
| ------------------ | ------------------ | ------------------- | ----------------------------- | ---------------- |
| Tunisia            |                    | 1 - 0               | 2 - 1                         | 4 - 1            |
| Tanzania           | 1 - 1              |                     | 2 - 1                         | 1 - 0            |
| Guinea Equatoriale | 0 - 1              | 1 - 0               |                               | 1 - 0            |
| Libia              | 2 - 5              | 2 - 1               | 2 - 3                         |                  |

### Gruppo K
| Squadra        | Pt | G | V | N | P | GF | GS | DR  |
| -------------- | -- | - | - | - | - | -- | -- | --- |
| Costa d'Avorio | 13 | 6 | 4 | 1 | 1 | 11 | 5  | +6  |
| Etiopia        | 9  | 6 | 3 | 0 | 3 | 10 | 6  | +4  |
| Madagascar     | 8  | 6 | 2 | 2 | 2 | 9  | 9  | 0   |
| Niger          | 4  | 6 | 1 | 1 | 4 | 3  | 13 | -10 |

| Squadra        | Costa d'Avorio (bandiera) | Niger (bandiera) | Madagascar (bandiera) | Etiopia (bandiera) |
| -------------- | ------------------------- | ---------------- | --------------------- | ------------------ |
| Costa d'Avorio |                           | 1 - 0            | 2 - 1                 | 3 - 1              |
| Niger          | 0 - 3                     |                  | 2 - 6                 | 1 - 0              |
| Madagascar     | 1 - 1                     | 0 - 0            |                       | 1 - 0              |
| Etiopia        | 2 - 1                     | 3 - 0            | 4 - 0                 |                    |

### Gruppo L
| Squadra      | Pt | G | V | N | P | GF | GS | DR |
| ------------ | -- | - | - | - | - | -- | -- | -- |
| Nigeria      | 14 | 6 | 4 | 2 | 0 | 14 | 7  | +7 |
| Sierra Leone | 7  | 6 | 1 | 4 | 1 | 6  | 6  | 0  |
| Benin        | 7  | 6 | 2 | 1 | 3 | 3  | 4  | -1 |
| Lesotho      | 3  | 6 | 0 | 3 | 3 | 3  | 9  | -6 |

| Squadra      | Nigeria (bandiera) | Lesotho (bandiera) | Sierra Leone (bandiera) | Benin (bandiera) |
| ------------ | ------------------ | ------------------ | ----------------------- | ---------------- |
| Nigeria      |                    | 3 - 0              | 4 - 4                   | 2 - 1            |
| Lesotho      | 2 - 4              |                    | 0 - 0                   | 0 - 0            |
| Sierra Leone | 0 - 0              | 1 - 1              |                         | 1 - 0            |
| Benin        | 0 - 1              | 1 - 0              | 1 - 0                   |                  |